# Lixophaga townsendi
Lixophaga townsendi är en tvåvingeart som beskrevs av Guimaraes 1971. Lixophaga townsendi ingår i släktet Lixophaga och familjen parasitflugor.
Artens utbredningsområde är Paraguay. Inga underarter finns listade i Catalogue of Life.